# Pipe Cove
Pipe Cove är en vik i Antarktis. Den ligger i Sydorkneyöarna. Argentina och Storbritannien gör anspråk på området.